# 临沂大学

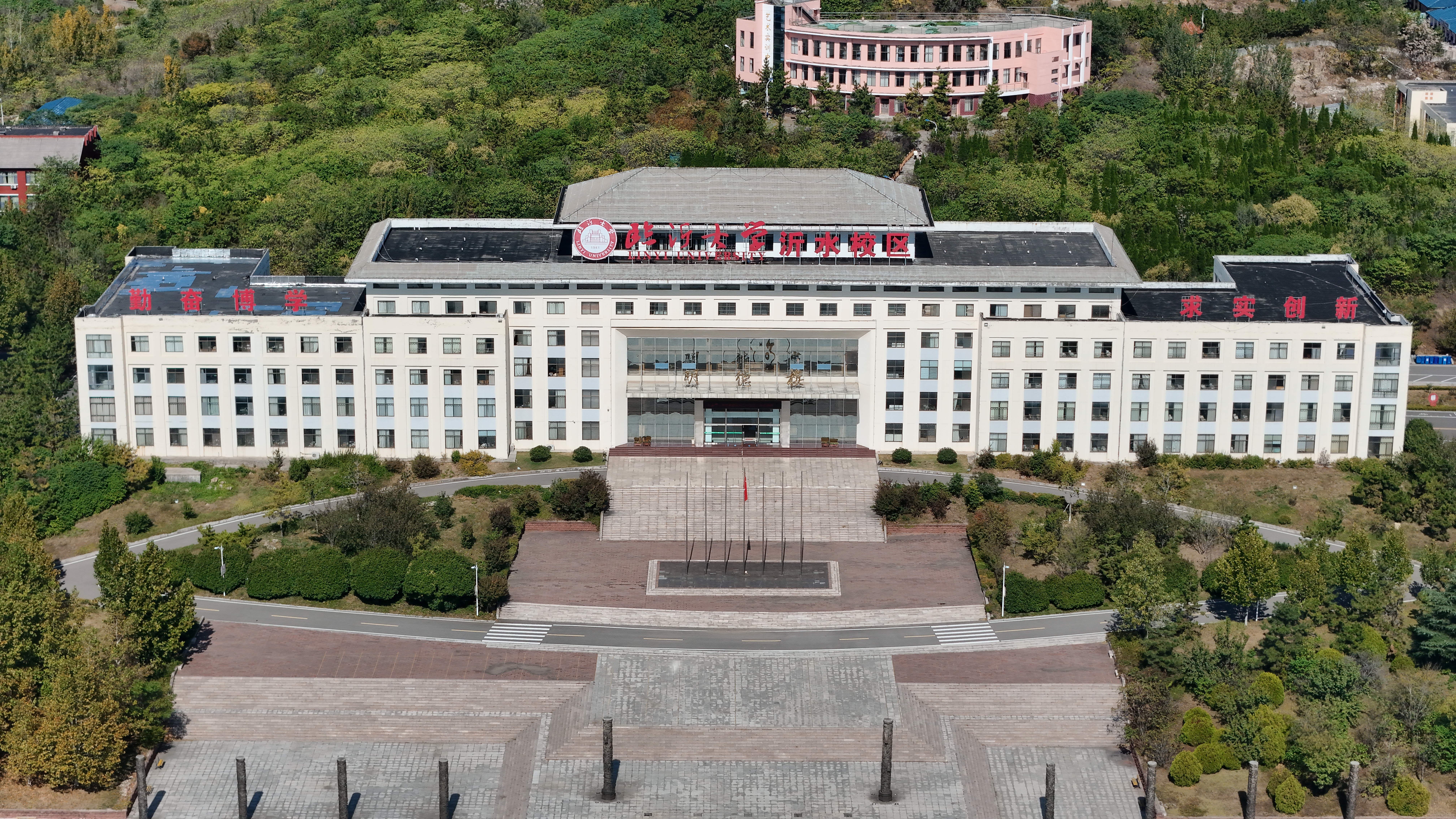
临沂大学沂水校区明德楼

临沂大学是中华人民共和国山东省临沂市的一所高等院校。临沂大学是山东省政府直属管理的综合性大学，“山东省应用型人才培养特色名校工程”重点建设大学。前身是1941年由中共滨海区委和抗大一分校共同创建的滨海建国学院。

## 校园面积
临沂大学占地约 6000 亩，校舍面积 119 万余平方米。其中，主校区位于中华人民共和国山东省临沂市兰山区，占地约 4350 亩，被称为中国江北单体面积最大的大学校区。此外，学校还设有沂水和费县两个分校区，沂水分校占地 829 亩，费县分校占地 260 亩。

## 历史
- 1941年5月，军政干部学院滨海中学成立。
- 1945年8月，更名为滨海建国学院。
- 1958年8月，更名临沂大学。
- 1959年8月，更名临沂师范专科学校。
- 1962年7月，五校合一，成立临沂师范学校。
- 1966年6月，更名临沂地区半工半读师范专科学校。
- 1970年3月，更名临沂地区中学教师进修学校。
- 1974年6月，更名临沂地区师范专科学校。
- 1974年6月，更名山东省临沂师范专科学校。
- 1999年3月，临沂教育学院并入，合并成立临沂师范学院。
- 2001年3月，成立临沂大学筹建委员会，开始筹建临沂大学。
- 2001年9月，临沂工业学校、临沂农业学校并入临沂师范学院（临沂大学筹建）。
- 2003年12月，山东省人民政府作出《关于同意筹建临沂大学的批复》。
- 2004年，学生入住新校区。
- 2007年6月，沂水师范学校与费县师范学校并入临沂师范学院。
- 2010年11月26日，教育部正式批准临沂师范学院更名为临沂大学。

## 教学单位
学校设有27个教学单位:
- 马克思主义学院
- 商学院
- 物流学院
- 法学院
- 教育学院（教师教育学院）
- 体育与健康学院
- 音乐学院
- 美术学院
- 文学院
- 外国语学院
- 传媒学院
- 历史文化学院
- 数学与统计学院
- 物理与电子工程学院
- 化学化工学院
- 医学院
- 机械与车辆工程学院
- 材料科学与工程学院
- 自动化与电气工程学院
- 信息科学与工程学院
- 土木工程与建筑学院
- 资源环境学院（碳中和学院）
- 生命科学学院
- 农林科学学院
- 国际生物资源应用学院
- 沂水校区
- 费县校区[5]

## 著名人物
中国当代著名作家、中国藏学出版社总编辑马丽华
中国当代著名调查记者、著名律师、作家、社会活动家刘建永
贵州省黔西南布依族苗族自治州望谟县实验高中副校长刘秀祥